# Jean Astruc
Jean Astruc (19 de març de 1684, Sauve, França - 5 de maig de 1766, París) va ser un metge francès, autor de la primera obra sobre la sífilis i les malalties venèries així com un dels pioners de l'exegesi moderna.
Pierre Astruc, el seu pare, era un pastor protestant a Aigremont, es va convertir al catolicisme després de la revocació de l'edicte de Nantes. Encara que el van batejar a l'església, Jean Astruc no es va considerar mai catòlic romà com el seu germà Louis, professor de dret a Tolosa. Jean Astruc va estudiar a la Universitat de Montpeller, on va aprendre llengües antigues (llatí i hebreu), anglès i italià.
El van fer doctor quan tenia dinou anys i es va convertir en professor d'anatomia a Tolosa el 1710, després professor de medecina a Montpellier el 1716, reemplaçant-hi Pierre Chirac, el seu mestre. El 1721 el van nomenar sotsintendent d'aigües minerals al Llenguadoc. El 1729, August II de Polònia el va nomenar el seu primer metge, però un any després va tornar a París, on Lluís XV el va designar el seu metge consultor.
Va esdevenir titular de la càtedra de medecina al Collège royal el 1731, i després a la facultat de medecina de París. El van escollir membre de l'Acadèmia de Medecina el 1743 on els seus col·legues, que li van posar el malnom de Savantpasse, no se l'estimaven gaire, i el jutjaven "massa hàbil, horriblement vanitós, mal astut, més odiat que estimat". És que Astruc és el contrari d'un "savi" tal com se'l concebia a l'època: no va experimentar ni descobrir res. Per a ell, la teoria mèdica preval a la pràctica: té un coneixement de la medecina només històric, només fa que citar tots els autors que han escrit sobre el tema. A la segona edició de De morbis venereis ataca també amb arrogància els cirurgians, empírics a la babalà i incultes.
A més de les seves obres mèdiques, Jean Astruc també és autor de dissertacions filosòfiques i d'una gran obra de crítica bíblica sobre el Gènesi. El 1753 publica Conjectures sobre les memòries originals que sembla que Moisès va utilitzar per compondre el Llibre del Gènesi, no signat, que Le Mercure de France critica a la seva edició de gener de 1754 (p. 9-24). Se centra sobretot en el Pentateuc, fins aleshores atribuït tradicionalment només a Moisès. Astruc és també pare de la hipòtesi documental que va tenir molt d'impacte en l'exegesi bíblica.